# Glicina ossidasi
La glicina ossidasi è un enzima appartenente alla classe delle ossidoreduttasi, che catalizza le seguenti reazioni:
glicina + H2O + O2 ⇄ gliossilato + NH3 + H2O2
D-alanina + H2O + O2 ⇄ piruvato + NH3 + H2O2
sarcosina + H2O + O2 ⇄ gliossilato + metilammina + H2O2
N-etilglicina + H2O + O2 ⇄ gliossilato + etilammina + H2O2
Si tratta di una flavoproteina contenente FAD legato non covalentemente. L'enzima di Bacillus subtilis è attivo nei confronti di glicina, sarcosina, N-etilglicina, D-alanina, D-α-amminobutirrato, D-prolina, D-pipecolato ed N-metil-D-alanina. Si tratta di un enzima differente dalla D-amminoacido ossidasi numero EC 1.4.3.3 perché è attivo anche sulla sarcosina e sul D-pipecolato.